# Cisticola nigriloris
Cisticola nigriloris là một loài chim trong họ Cisticolidae.